# Kup maršala Tita 1966./67.
Kup maršala Tita 1966./67., također poznat kao Kup Jugoslavije u nogometu 1966./67., bila je dvadeseta sezona Kupa Jugoslavije u nogometu nakon Drugog svjetskog rata.

U kvalifikacijama koje su provodili republički savezi sudjelovalo je 2335 ekipa; 16 ekipa došlo je do stvarnog kupa (pod upravom FSJ), koji se igrao od 25. veljače do 24. svibnja 1967.
Trofej je osvojio splitski Hajduk koji je u finalu savladao Sarajevo. Splićanima je to bio prvi naslov u ovom natjecanju.

Zahvaljujući uspjehu, Hajduk je ostvario plasman u Kupu pobjednika kupova 1967./68.
FSJ je u ovom izdanju odlučio da se finale igra u gradu jednog od finalista s obzirom na to da niti jedan finalist nije bio iz Beograda. Ždrijebom je finale dodijeljeno Splitu. Bilo je to jedino izdanje Kupa maršala Tita u kojem se finale nije igralo u Beogradu (1951. jedna je finalna utakmica odigrana u Zagrebu, a druga u Beogradu).

## Turnir
Sarajevo je u osmini finala eliminiralo zagrebački Dinamo, zatim Napredak iz Kruševca, a u polufinalu, u Sarajevu, Partizan s 1:0.

Bilo je i drugih iznenađenja u osmini finala: Vardar je u Beogradu pobijedio OFK Beograd, Proleter je na svom terenu eliminirao Radnički iz Niša, a u Rijeci domaćin i Crvena zvezda nisu uspjeli doći do pobjede ni nakon produžetaka, pa je beogradska momčad prošla boljim izvođenjem jedanaesteraca.

Četvrtfinalne utakmice donijele su samo jedno iznenađenje: Vardar je u Skoplju zaustavio Crvenu zvezdu pobjedom 1:0. Ostala tri susreta završila su očekivanim pobjedama.

Vardar je u Splitu u polufinalu protiv Hajduka u regularnom tijeku i produžecima uspio održati neriješen rezultat 0:0. Hajduk se boljim izvođenjem kaznenih udaraca uspio plasirati u finale. Partizan je gostovao u Sarajevu gdje je poražen minimalnim rezultatom (0:1).

Hajduk je u finalu dobio Sarajevo 2:1.

## Sudionici
Sudjelovalo je 2335 ekipa. U pretkolima splitski Hajduk eliminirao je Metalac Zadar (9:1), Dinaru Knin (3:2) i Šibenik (3:2); Dinamo Zagreb eliminirao je Karlovac (3:2), savladao par forfe u sljedećem kolu (diskvalificirani Moslavina Kutina i Varteks Varaždin) i pobijedio Zagreb (2:0); Partizan je eliminirao Voždovački (3:0); Crvena zvezda eliminirala je Slobodu Užice (2:1). Maksimir je u 1. kolu izgubio 9:0 od Sljemena.

Sljedećih 16 ekipa plasirale su se u završni dio:
| rang    | Slovenija | Hrvatska                                | Bosna i Hercegovina      | Srbija               | Srbija                                                  | Srbija | Crna Gora      | Makedonija       |
| rang    | Slovenija | Hrvatska                                | Bosna i Hercegovina      | Vojvodina            | Središnja Srbija                                        | Kosovo | Crna Gora      | Makedonija       |
| ------- | --------- | --------------------------------------- | ------------------------ | -------------------- | ------------------------------------------------------- | ------ | -------------- | ---------------- |
| 1. rang |           | - Dinamo Zagreb - Hajduk Split - Rijeka | - Sarajevo - Željezničar |                      | - OFK Beograd - Crvena zvezda - Partizan - Radnički Niš |        |                | - Vardar Skoplje |
| 2. rang | - Maribor | - Borovo                                |                          | - Proleter Zrenjanin | - Radnički Beograd                                      |        |                |                  |
| 3. rang |           |                                         |                          |                      | - Napredak Kruševac                                     |        | - OFK Titograd |                  |

## Osmina završnice
| klub1              | klub2                 | rezultat       | napomene                                              |
| ------------------ | --------------------- | -------------- | ----------------------------------------------------- |
| OFK Titograd       | Željezničar Sarajevo  | 1:3            |                                                       |
| Hajduk Split       | Borovo                | 1:0            |                                                       |
| OFK Beograd        | Vardar Skoplje        | 1:2            |                                                       |
| Rijeka             | Crvena zvezda Beograd | 1:1 (4:5 11 m) | Crvena zvezda prošla boljim izvođenjem jedanaesteraca |
| Dinamo Zagreb      | Sarajevo              | 0:1            |                                                       |
| Radnički Beograd   | Napredak Kruševac     | 1:3            |                                                       |
| Partizan Beograd   | Maribor               | 2:0            |                                                       |
| Proleter Zrenjanin | Radnički Niš          | 2:1            |                                                       |

## Četvrtzavršnica
| klub1                | klub2                 | rezultat | napomene |
| -------------------- | --------------------- | -------- | -------- |
| Željezničar Sarajevo | Hajduk Split          | 0:1      |          |
| Vardar Skoplje       | Crvena zvezda Beograd | 1:0      |          |
| Sarajevo             | Napredak Kruševac     | 2:0      |          |
| Partizan Beograd     | Proleter Zrenjanin    | 2:1      |          |

## Poluzavršnica
| klub1        | klub2            | rezultat       | napomene                                       |
| ------------ | ---------------- | -------------- | ---------------------------------------------- |
| Hajduk Split | Vardar Skoplje   | 0:0 (5:2 11 m) | Hajduk prošao boljim izvođenjem jedanaesteraca |
| Sarajevo     | Partizan Beograd | 1:0            |                                                |

## Završnica

### Susret
| 24. svibnja 1967.     |             |             |                                                                                   |
| Hajduk Split          | 2:1         | Sarajevo    | Stadion pod Marjanom, Split Broj gledatelja: 18.000 Sudac: Lado Jakše (Ljubljana) |
| Ferić 43' Obradov 52' | (izvještaj) | 74' Musemić | Stadion pod Marjanom, Split Broj gledatelja: 18.000 Sudac: Lado Jakše (Ljubljana) |

| Hajduk | Sarajevo |

| HAJDUK SPLIT:  |  |                    |  |
|                |  |                    |  |
| G              |  | Radomir Vukčević   |  |
| B              |  | Milutin Folić      |  |
| B              |  | Aleksandar Ristić  |  |
| B              |  | Dragan Slišković   |  |
| B              |  | Vinko Cuzzi        |  |
| V              |  | Miroslav Bošković  |  |
| V              |  | Ivan Hlevnjak      |  |
| V              |  | Petar Nadoveza     |  |
| N              |  | Miroslav Ferić     |  |
| N              |  | Zlatomir Obradov   |  |
| N              |  | Džemaludin Mušović |  |
| Trener:        |  |                    |  |
| Dušan Nenković |  |                    |  |

| SARAJEVO:         |  |                  |  |
|                   |  |                  |  |
| G                 |  | Ibrahim Sirćo    |  |
| B                 |  | Mirsad Fazlagić  |  |
| B                 |  | Fuad Muzurović   |  |
| B                 |  | Sead Jesenković  |  |
| B                 |  | Milenko Bajić    |  |
| V                 |  | Fahrudin Prljača |  |
| V                 |  | Boško Prodanović |  |
| V                 |  | Sreten Šiljkut   |  |
| N                 |  | Vahidin Musemić  |  |
| N                 |  | Boško Antić      |  |
| N                 |  | Anton Mandić     |  |
| Trener:           |  |                  |  |
| Miroslav Brozović |  |                  |  |

## Poveznice
- Prva savezna liga 1966./67.
- Druga savezna liga 1966./67.
- 3. ligaški rang 1966./67.

## Vanjske poveznice
- RSSSF
- Jugoslavija - Detalji finala Kupa 1947.-2001
- exyufudbal.in.rs
- lavkup.com
- bihsoccer.com